# Wola Kukalska
Wola Kukalska – wieś w Polsce położona w województwie mazowieckim, w powiecie grójeckim, w gminie Chynów.
Sołectwo Wola Kukalska obejmuje także wieś Sikuty
Po powstaniu styczniowym władze carskie poczęły osadzać we wsi przesiedlanych (nie zawsze z własnej woli) kolonistów z głębi Rosji. Wola Kukalska w tamtych czasach nazywana była przez okoliczną ludność polską Iwanówką. Nazwę wsi Wola Kukalska wprowadzono 19 lipca 1924. W latach 1975–1998 miejscowość administracyjnie należała do województwa radomskiego.
W skład sołectwa Wola Kukalska wchodzi także wieś Sikuty.